# Ternoise
Ternoise – rzeka we Francji, przepływająca przez teren departamentu Pas-de-Calais, o długości 43 km. Stanowi prawy dopływ rzeki Canche.